# Portal do Holanda
Portal do Holanda, é o site de maior audiência em Manaus, no Amazonas. Fundado em 14 de novembro de 2005 pelo jornalista Raimundo de Holanda Farias (o Holanda), é um dos portais pioneiros no Norte do Brasil na divulgação de notícias locais. Sua sede fica em Manaus e sua audiência é auditada pelo IVC e Comscore.

## História

### O surgimento
Após anos atuando como repórter e editor de veículos como o Jornal do Commercio, o Estado do Amazonas, A Notícia e como correspondente do Jornal do Brasil no Amazonas, Holanda se especializou em notícias sobre os bastidores da política local e nacional. No entanto haviam limitações sobre os assuntos que poderiam ser publicados.  
Com o advento da internet, Holanda viu uma oportunidade para divulgar os bastidores da política de maneira independente. 
Em 14 de novembro de 2005 entrou no ar o "Blog do Holanda", inicialmente focado em assuntos relacionados à política e economia por meio da coluna "Bastidores da Política". De início os grandes veículos na época ignoraram o potencial da web, o que favoreceu o rápido crescimento de leitores no blog que inicialmente funcionava na residência de seu fundador. 
A partir daí ocorre uma reestruturação e o blog amplia as áreas de cobertura jornalística e passa a ser o "Portal do Holanda", mantendo como destaque os "Bastidores da Política" que segue atualizado diariamente escrito pelo próprio Holanda. 
Em 2015 alcançou a 8ª posição de site mais lido em celulares no Brasil e o 1º no Norte do Brasil, conforme o IVC. 

## Atualmente
O portal é referências em notícias regionais sobre o estado do Amazonas além de repercutir notícias nacionais. Sua sede fica no bairro Japiim, nas proximidades do Distrito Industrial de Manaus e Universidade Federal do Amazonas (UFAM). 
Nele, além de funcionar a redação, também funciona a "TV Holanda", com notícias regionais. No site há editorias sobre política, entretenimento, esporte, saúde, bem estar e economia. 
É um dos 400 sites mais acessados no Brasil de acordo com o Alexa e recebe mensalmente entre 20 a 30 milhões de usuários únicos. Nas redes sociais o portal acumula milhões de seguidores.
A coluna mais acessada do portal permanece sendo o "Bastidores da Política". 